# Bydesign
Bydesign eller Urban Design som det internationalt betegnes er navnet på det interdisciplinære fagområde som beskæftiger sig med planlægning og udformning af byen som helhed, under hensyntagen til relevante funktionelle, æstetiske, og samfundsmæssige forhold. Denne relativt nye fagudvidelse befinder sig populært sagt i krydsfeltet mellem arkitektur, og byplanlægning. Faget rummer tilmed elementer af landskabsarkitektur, urbansociologi, bypolitik og trafikplanlægning. Bydesign er opstået i erkendelse af behovet for større tværfaglig interaktion mellem de traditionelle faggrupper i feltet, for at komme med fremtidssikre bud på løsningen, af moderne byers stadigt mere komplekse problemstillinger. 
Historisk set er byplanlægning som aktivitet blevet defineret af arkitekter og ingeniører i forskellige afskygninger, men i dag finder man desuden geografer, sociologer o.l. med beskæftigelse i faget. Bydesign er så at sige udsprunget af byplanlægningens flerfaglige sammensætning og har til formål at give en mere helhedsorienteret praktisk tilgang til løsningen på spørgsmål omkring byens planlægning og udformning som de klassiske fagområder hver for sig ikke har kunne give. 
Bydesign handler på et overordnet plan om konstruktion og i mange tilfælde rekonstruktion af byens rum. Hvor der før, i gamle bydele opstod mindre torve og pladser tæt integreret i byens liv blev disse, især under funktionalismen udvandet og omgivet af tilfældigt placerede bygninger i modernistisk stil. Modtrækket var, gennem hensigtsmæssig tilbygning at skabe et sammenhængende hierarki af pladser, mindre torve og gaderum hvor man på ethvert niveau kunne finde den grad af offentlighed/privatsfære situationen eller lokaliteten lagde op til. Samtidig påpegedes vigtigheden af at tilpasse områdernes visuelle udtryk til den menneskelige skala og ikke til forbikørende biltrafik i fuld fart.
Ud fra studier om adfærd i offentlige rum samt indretning af disse var det muligt at opstille er række tommelfingerregler der bør følges for at få det bedst mulige fysisk/sociale/kulturelle miljø. Herigennem blev det også erkendt hvor vigtig en rolle de såkaldte halvoffentlige zoner spiller. Forskellen på rigtig og forkert behandling af disse var intet mindre end forskellen på liv og trivsel kontra tomhed og konformitet i byrummene. Gentagne gange kunne det konstateres hvor velfungerende f.eks. visse italienske torve/pladser var, mens lange, detailfattige gadeforløb i betonforstæder kun skabte mere tomhed og deraf følgende identitetsløshed. Der lå en vigtig opgave i at påpege hvordan et trøstesløst miljø kun kunne påvirke mennesker negativt samt at fremkomme med alternative forslag, hvor byer, byggeri og gaderum i højere grad blev præget af menneskelige værdier i menneskelig skala. 
Studiegrupper på Kunstakademiets Arkitektskole samt tilsvarende i udlandet startede i 70’erne forskning i dette vigtige delområde hvilket har udmøntet sig i flere rapporter samt bøger som ”Livet mellem husene” af Jan Gehl. m.fl. Forskningen finder fortsat sted, nu om dage bl.a. ved Center for Byrumsforskning på Kunstakademiets Arkitektskole og på Center Skov & Landskab , Københavns Universitet. Her er det også muligt at studere Bydesign på bachelorniveau ved LIFE, Københavns Universitet. Og fra 2010 er det muligt at tage en kandidatuddannelse i urban design. Studiet er en specialisering inden for landskabsarkitektur.